# قلعه توس
بقایای قلعه توس مربوط به سدهٔ ۷ ه.ق است و در شهرستان تفرش، بخش مرکزی، دهستان خرازان، ۳ کیلومتری جنوب غرب روستای خرازان واقع شده و این اثر در تاریخ ۱۸ اسفند ۱۳۸۷ با شمارهٔ ثبت ۲۵۰۰۹ به‌عنوان یکی از آثار ملی ایران به ثبت رسیده‌است.